# Celtis-Gymnasium
Das Celtis-Gymnasium in Schweinfurt wurde 1632 unter dem Namen Gymnasium Gustavianum (nach dem Schwedenkönig Gustav Adolf) als Humanistisches Gymnasium gegründet.
1833 erhielt die Schule nach dem neuen Landesvater Ludwig I. den Namen Gymnasium Ludovicianum, 1964 erfolgte die Umbenennung nach dem Humanisten Conrad Celtis, der in dem nahe gelegenen Dorf Wipfeld geboren ist, aber wahrscheinlich die Schule in Würzburg besucht hat.

## Geschichte

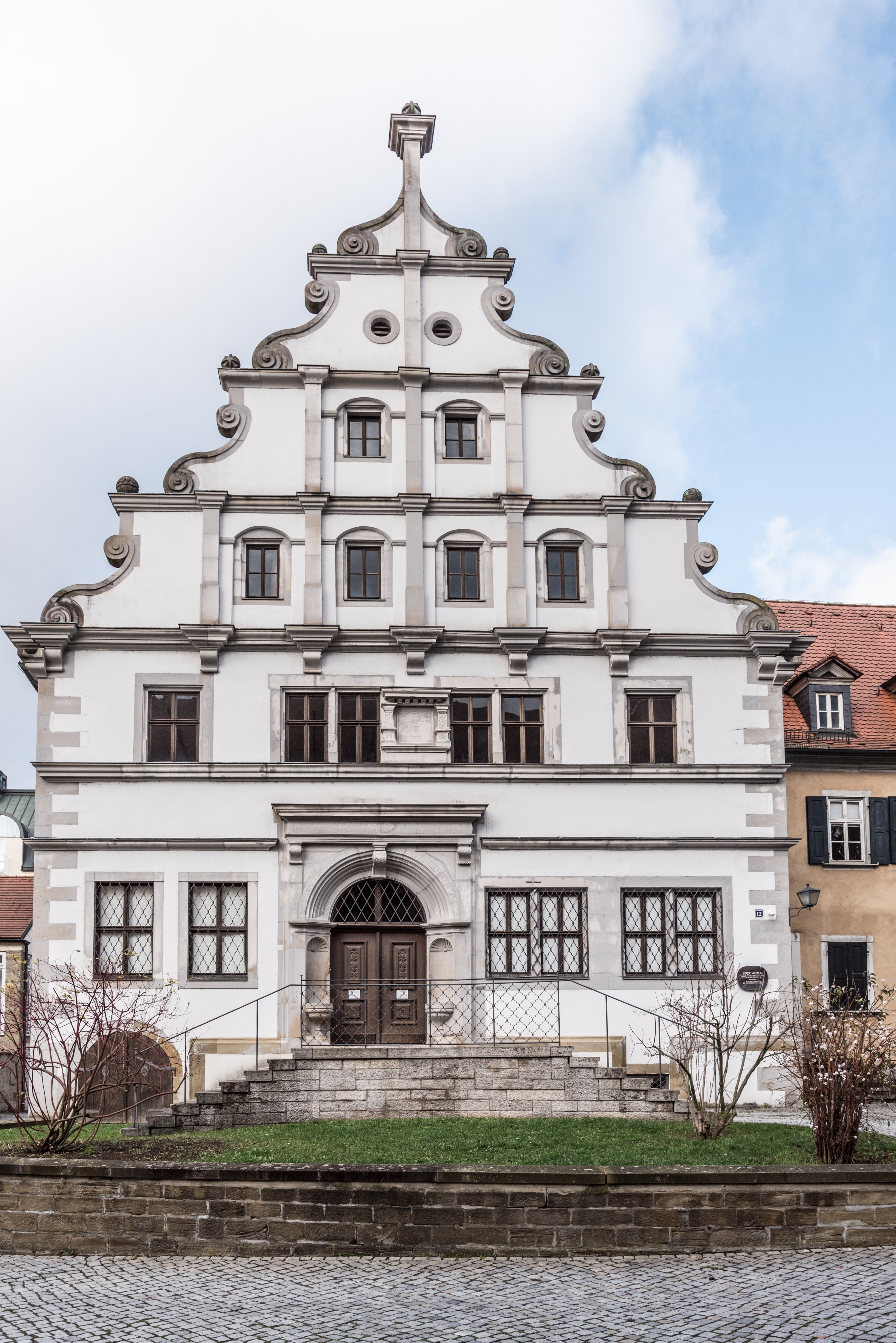
Altes Gymnasium, Renaissancebau von 1583

Das Humanistische Gymnasium wurde auf Weisung des schwedischen Königs Gustav II. Adolf 1632 in Schweinfurt als Gymnasium Gustavianum gegründet. Domizil des Gymnasiums war von 1634 bis 1881
die 1582/83 erbaute Lateinschule am Martin-Luther-Platz, ein Renaissance-Gebäude, das heute Altes Gymnasium genannt wird. In ihm ist seit 1934 das Städtische Museum untergebracht.

## Gebäude
Als das Gebäude neben der Johanniskirche zu klein wurde, entschloss man sich zu einem Neubau vor den Toren der alten Stadt, in der heutigen Gymnasiumstraße. Dieses neue Schulhaus wurde im Auftrag König Ludwigs II. vom Architekten Carl Leimbach errichtet, 1881 seiner Bestimmung übergeben und dient diesem Zweck bis heute. In den 1970er Jahren wurden zwei Sporthallen angebaut, im Jahr 1984 erfolgte dann eine erhebliche Erweiterung des Schulgebäudes im Süden und ein Umbau der alten Räume. Im Jahr 2005 wurde das Schulhaus noch einmal vergrößert (Ausbau der ehemaligen „Dachterrasse“ zu Klassenräumen), 2009 durch einen zusätzlichen Trakt mit Unterrichtsräumen ergänzt (Nebengebäude für die Oberstufe).

## Schulzweige
Die Schule nahm vor Einführung des achtjährigen Gymnasiums in Bayern am Schulversuch Europäisches Gymnasium teil. Weiterhin wurden die bestehenden Ausbildungsrichtungen Anfang der 1980er Jahre um das Musische Gymnasium erweitert.
Seit dem Schuljahr 2004/2005 werden für die neuen Schüler der jeweils fünften Klassen die neuen achtjährigen Ausbildungsrichtungen Sprachliches, Humanistisches und Musisches Gymnasium angeboten. Erste Fremdsprache ist für alle Ausbildungsrichtungen Latein.

## Persönlichkeiten

### Lehrer
- Johann Heinrich Bocris (1713–1776), Professor der Rechte
- Hans Fischl (1864–1938), k. Gymnasiallehrer (Griechisch und Latein), Altphilologe

### Schüler
- Alexander Sussmann Adler (1816–1869), Rabbiner und Abgeordneter der Bürgerschaft in Lübeck
- Friedrich Wilhelm Bock (1872–1924), Politiker
- Mercedes Bunz (* 1971), deutsche Kulturwissenschaftlerin und Journalistin
- Karl Heinrich Caspari (1815–1861), Geistlicher, Theologe und Schriftsteller
- Michael von Faulhaber (1869–1952), Kardinal und Erzbischof des Erzbistums München und Freising
- Theodor Fischer (1862–1938), Architekt und Stadtplaner
- Herman Haupt (1854–1935), deutscher Historiker
- Ludwig Ebermayer (1858–1933), Jurist, Oberreichsanwalt
- Harald Leitherer (* 1953), Politiker
- Burkhard Müller (* 1959), Literaturkritiker
- Karl Treutwein (1921–1985), Heimatforscher und Autor
- Albrecht Wagner (1850–1909), Anglist in Halle
- Michael Wollny (* 1978), Jazz-Pianist
- Maria Voskania (* 1987), Sängerin